# Cryptophagus falcozi
Cryptophagus falcozi là một loài bọ cánh cứng trong họ Cryptophagidae. Loài này được Roubal miêu tả khoa học năm 1927.